# Учжишань
Учжишань (кит. спр. 五指山市, піньїнь: Wŭzhĭshān Shì) — місто-повіт в південнокитайській провінції Хайнань.

## Географія
Учжишань розташовується у центральній, гірській частині провінції.

### Клімат
Місто знаходиться у зоні, котра характеризується саванним кліматом. Найтепліший місяць — червень із середньою температурою 26.4 °C. Найхолодніший місяць — січень, із середньою температурою 18.4 °С.
| Клімат Учжишаня         | Клімат Учжишаня | Клімат Учжишаня | Клімат Учжишаня | Клімат Учжишаня | Клімат Учжишаня | Клімат Учжишаня | Клімат Учжишаня | Клімат Учжишаня | Клімат Учжишаня | Клімат Учжишаня | Клімат Учжишаня | Клімат Учжишаня | Клімат Учжишаня |
| Показник                | Січ.            | Лют.            | Бер.            | Квіт.           | Трав.           | Черв.           | Лип.            | Серп.           | Вер.            | Жовт.           | Лист.           | Груд.           | Рік             |
| Середній максимум, °C   | 24,6            | 25,7            | 27,8            | 30,2            | 31,4            | 31,5            | 31,4            | 31,1            | 30,3            | 28,7            | 26,9            | 24,7            | 28,7            |
| Середня температура, °C | 18,4            | 20              | 22,1            | 24,6            | 25,9            | 26,4            | 26,2            | 25,8            | 24,9            | 23,6            | 21,2            | 18,6            | 23,1            |
| Середній мінімум, °C    | 14,2            | 16,2            | 18,3            | 20,9            | 22,3            | 23,2            | 23              | 22,8            | 21,9            | 20,3            | 17,4            | 14,6            | 19,6            |
| Норма опадів, мм        | 12.1            | 16.6            | 38.9            | 99.7            | 216.3           | 207.1           | 264.6           | 309.1           | 267             | 306.8           | 70              | 21.4            | 1829.6          |
| Вологість повітря, %    | 80              | 81              | 81              | 82              | 83              | 84              | 84              | 86              | 87              | 84              | 82              | 80              | 82.8            |
| ----------------------- | --------------- | --------------- | --------------- | --------------- | --------------- | --------------- | --------------- | --------------- | --------------- | --------------- | --------------- | --------------- | --------------- |
| Джерело: data.cma.cn    |                 |                 |                 |                 |                 |                 |                 |                 |                 |                 |                 |                 |                 |